# Ендрю Даллас
Ендрю Даллас (англ. Andrew Dallas; нар. 1 лютого 1983) — шотландський футбольний суддя, який регулярно проводить матчі в шотландських Чемпіоншипі та Прем'єршипі.
У січні 2015 року Даллас був долучений до міжнародного списку ФІФА. Наступного року він був переведений з третьої категорії УЄФА до другої. З тих пір він проводив матчі в Лізі Європи УЄФА, Чемпіонаті Європи серед юнаків і Лізі націй УЄФА, та інших
.
Даллас був призначений суддею на фінал шотландського Кубку виклику та фіналу Кубка шотландської ліги 2018 року.
Син колишнього судді Г'ю Далласа.